# Cantó de Pluvigner
El cantó de Pluvigner (bretó Kanton Pleuwigner) és una divisió administrativa francesa situat al departament d'Ar Mor-Bihan a la regió de Bretanya.

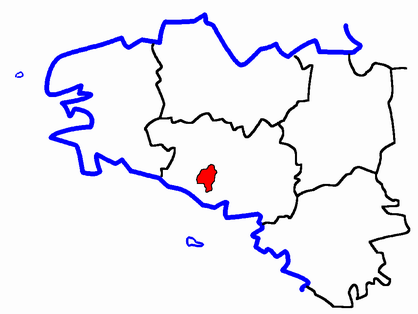
Situació del cantó

## Composició
El cantó aplega 5 comunes :
| Nom francès | Nom bretó  | Població | km²    | Codi Postal | Codi INSEE |
| Brech       | Brec'h     | 4.500    | 40,86  | 56400       | 56023      |
| Camors      | Kamorzh    | 2.353    | 37,09  | 56330       | 56031      |
| Landaul     | Landaol    | 1.343    | 17,35  | 56690       | 56096      |
| Landévant   | Landevant  | 2.123    | 22,34  | 56690       | 56097      |
| Pluvigner   | Pleuwigner | 5.428    | 82,83  | 56330       | 56177      |
| Cantó       | Pleuwigner | 15.747   | 200,47 | -           | 5625       |

## Evolució demogràfica
| 1962   | 1968   | 1975   | 1982   | 1990   | 1999   |
| ------ | ------ | ------ | ------ | ------ | ------ |
| 12.661 | 12.442 | 12.483 | 13.541 | 14.647 | 15.747 |

## Història
| Data d'elecció                           | Identitat        | Partit | Qualitat |
| ---------------------------------------- | ---------------- | ------ | -------- |
| 2004-                                    | Joseph Kerguéris | UDF    |          |
| les dades anteriors no són pas conegudes |                  |        |          |
|                                          |                  |        |          |